# 정인호 (1979년)
정인호(음력 1979년 7월 1일 ~)는 대한민국의 가수다. 1998년 MBC 공채 탤런트 27기로 데뷔했다.

## 방송
- 전원일기 - 성인 노마 역
- 투유 프로젝트 슈가맨 3 (2020) - 39불